# 紙パルプ技術協会
紙パルプ技術協会（かみぱるぷぎじゅつきょうかい、英語: Japan Technical Association Of The Pulp And Paper Industry (JAPAN TAPPI)）は、日本の学術研究団体の一つ。

## 概要
1947年2月14日設立。学術研究団体としての種別は単独学会。
紙パルプ産業とその関連産業に関する技術および基礎となる学問の交流を促進することで、会員相互の知識を啓発し能力を向上し併せてこれらの産業の発展を図ることを目的としている。
国内においては日本製紙連合会に、国際学術連合体としてはTechnical Association of Pulp and Paper Industry (TAPPI)、Pulp and Paper Technical Association of Canada (PAPTAC)、The Australian and New Zealand Pulp and Paper Industry Technical Association (APITA)に加入している。
国際会議としては、Pan Pacific Pulp and Paper Technology ConferenceInternational Nanotechnology Conferenceを共催した。

## 沿革
- 1947年 - 紙パルプ技術協会設立。

## 刊行物

### 紙パ技協誌
- 誌名（和文）：紙パ技協誌
- 誌名（欧文）：JAPAN TAPPI JOURNAL
- 創刊年：1947
- 資料種別：ジャーナル（査読付き論文を含む）
- 使用言語：日英混在
- 発行形態：印刷体、eジャーナル
- 著作権帰属先：学会
- クリエイティブコモンズ：-
- 購読：有料